# Formentor
Formentor este o arie protejată (arie specială de conservare — SAC, sit de importanță comunitară — SCI) din Spania întinsă pe o suprafață de 255,42 ha, integral pe uscat.

## Localizare
Centrul sitului Formentor este situat la coordonatele 39°56′11″N 3°08′57″E / 39.9365°N 3.1493°E.

## Înființare
Situl Formentor a fost declarat sit de importanță comunitară în aprilie 2004 pentru a proteja 1 specie de plante și 13 specii de animale. Situl a fost protejat și ca arie specială de conservare în mai 2015.

## Biodiversitate
Situată în ecoregiunea mediteraneană, aria protejată conține 4 habitate naturale: Pante stâncoase calcaroase cu vegetație casmofită, Păduri de Olea și Ceratonia, Faleze cu vegetație de Limonium spp. endemic de pe coastele mediteraneene, Tufărișuri termo-mediteraneene și de pre-deșert.
La baza desemnării sitului se află mai multe specii protejate:
- plante (1): Paeonia cambessedesii
- păsări (10): pasărea ogorului (Burhinus oedicnemus), erete de stuf (Circus aeruginosus), Falco eleonorae, șoim călător (Falco peregrinus), Galerida theklae, acvilă pitică (Hieraaetus pennatus), gaia neagră (Milvus migrans), gaia roșie (Milvus milvus), vultur pescar (Pandion haliaetus), Sylvia sarda
- mamifere (2): liliac cu aripi lungi (Miniopterus schreibersii), liliac cu picioare lungi (Myotis capaccinii)
- nevertebrate (1): croitorul mare al stejarului (Cerambyx cerdo)

Pe lângă speciile protejate, pe teritoriul sitului au mai fost identificate 26 de specii de plante.